# Березин, Владимир Александрович
Влади́мир Алекса́ндрович Бере́зин (род. 3 апреля 1957, Орёл, СССР) — советский и российский диктор, актёр, тележурналист, теле- и радиоведущий. Ведущий концертных и официальных мероприятий в Кремле, мэрии, а также множества фестивалей, телепередач и шоу. Член партии «Единая Россия».

## Биография
Владимир Александрович Березин родился 3 апреля 1957 года в Орле.
Отец — кавказский мусульманин, чеченец, имел трёх жён. Но так как с ним Березин не жил, фамилию он получил по матери.
Учился в Орловском училище культуры на факультете режиссуры, а позже — на факультете журналистики Уральского государственного университета.
Уже к 1980 году Березин возглавил дикторский отдел на телевидении Свердловска. Он оставался на этом месте в течение 10 лет. Кстати, произошло это почти случайно — ещё на местном телевидении Березина заметил Борис Ельцин, который и пригласил его к себе в Свердловск. А уже там на него обратило внимание руководство Останкино, и Березин оказался в Москве.
В начале 1990-х годов Владимир Березин работал на Центральном телевидении. Среди проектов с участием диктора — передача «Доброе утро», а также выпуски детской передачи «Спокойной ночи, малыши!».
После весьма драматических событий в 1991 году Березин оказался ведущим программы «Время».
Впоследствии Березин перешёл на канал РТР, где вскоре получил должность главного диктора канала. После закрытия дикторского отдела на РТР (1996) Березин вёл телевизионные передачи «Мой XX век», «Площадь звёзд», а также фестивали «Славянский базар в Витебске» на том же телеканале. В 1998 году на РТР был ненадолго (до 2000 года) восстановлен дикторский отдел, руководителем которого стал Березин.
Ведущий церемонии вступления в должность губернатора Московской области С. К. Шойгу (2012).
С 9 по 30 октября 2020 года — ведущий 4-серийного проекта «Советская заграница» на телеканале «Москва Доверие».
С 23 января по 18 декабря 2021 года — ведущий 37-серийного документального цикла «Мистические тайны кино» на телеканале «Москва Доверие».
С 14 октября 2022 года — ведущий развлекательно-познавательного проекта о легендарных передачах отечественного ТВ «Программа наших передач» на телеканале «Москва Доверие».
С 7 марта 2024 года — ведущий программы «Кинореквизит» на телеканале «Москва Доверие».
Член Общественного совета при ГУ МВД России по Московской области.

## Признание
- Орден «За личное мужество» (17 января 1994 года) — за мужество и самоотверженность, проявленные при исполнении профессионального долга в условиях, сопряжённых с риском для жизни[16].
- За вклад в национальное искусство РФ избран почётным академиком «Национальной гуманитарной академии»[17][18]